# Risikogerechte Bewertung
Die Risikogerechte Bewertung dient der Ermittlung des objektiven Unternehmenswertes. Sie bezieht die Unsicherheit künftiger Entwicklungen, die das Unternehmen betreffen, mit ein. Neben der Funktion der Unternehmensbewertung stellt sie eine zentrale Bedeutung für die risikogerechte Beurteilung strategischer Handlungsoptionen und Entscheidungen dar, zum Beispiel beim Abwägen von Investitionsalternativen oder der Beurteilung der gewählten Unternehmensstrategie.

## Allgemeines
Man kann die Zukunft nicht exakt vorhersagen. Es existieren Chancen und Gefahren, die Planabweichungen von Kosten und Erträgen hervorrufen können. Diese Abweichungen sind klar von den Schwankungen des Börsenkurses abzugrenzen, da der Kapitalmarkt nicht vollkommen ist. Der Unternehmenswert ist eher eine Kennzahl, die das Rendite-Risiko-Profil einer oder mehrerer Strategievarianten auf eine Kennzahl verdichtet. Es stellt somit ein wertorientiertes Performancemaß dar.

## Bewertungsverfahren

### Traditionelle Bewertung
Die traditionelle Risikobewertung bedient sich des Capital Asset Pricing Models, kurz CAPM. Dieses fußt auf der Grundlage historischer Aktienrendite-Schwankungen, die durch den Betafaktor ausgedrückt werden.
{\displaystyle \beta ={\frac {\rho \cdot \sigma _{i}}{\sigma _{M}}}}
𝜌 = Korrelation der Aktienrendite zur Marktrendite
𝜎𝑖 = Standardabweichung der Aktienrendite
𝜎𝑚 = Standardabweichung der Marktrendite
Über den Betafaktor kann man den Diskontierungszinssatz k bestimmen.
{\displaystyle k=r_{f}+r_{m}-r_{f}\cdot \beta }
𝑟𝑓 = risikolosen Basiszinssatz
𝑟𝑚 = Rendite des Marktportfolios
Die Errechnung des Unternehmenswertes geschieht nun durch die Diskontierung des Planwertes des als am wahrscheinlichsten angenommenen Gewinns.
{\displaystyle UW={\frac {G_{P}}{k}}}
Dieses Bewertungsmodell berücksichtigt allerdings nicht die Insolvenzwahrscheinlichkeit, Risiken des zukünftigen Gewinns und die tatsächliche Erwartungstreue des Gewinns.

### Risikogerechte Bewertung durch aggregierte Ertragsrisiken
Der grundlegende Unterschied zur vorangegangenen Bewertung ist, dass man sich nicht die historischen Aktienrendite-Schwankungen anschaut, sondern bei dieser Bewertung, ausgehend von den aggregierten Ertragsrisiken (z. B. Volatilität bzw. Standardabweichung der Cashflows), auf den risikogerechten Kapitalkostensatz schließt. Die Annahme ist hier die Unvollkommenheit der Kapitalmärkte und eine veränderte Entwicklung der Umwelteinflüsse in Zukunft, als in der Vergangenheit. Diese unsicheren Entwicklungen wirken sich nun hauptsächlich auf die 3 folgenden Faktoren aus. 
1. die Insolvenzwahrscheinlichkeit
2. den Erwartungswert
3. den Kapitalkostensatz

Zuerst ist die Insolvenzwahrscheinlichkeit ins Entscheidungskalkül einzubeziehen. Hierbei muss bei der Berechnung des ROCE (Return on Capital Employed) der Zinsaufwand berücksichtigt werden.
Weiterhin besteht die Herausforderung bei der quantitativen Bewertung von Strategievarianten in der Bestimmung des jeweiligen Rendite-Risiko-Profils, einerseits mit der Abschätzung, welcher Ertrag bzw. Cashflow im Mittel zu erwarten ist, also der Erwartungswert des Gewinns.
Andererseits muss aus den identifizierten und quantifizierten Risiken zudem eine realistische Bandbreite der Ertrags- und Cashflow-Entwicklung bestimmt werden. Dies wird durch ein Risikomaß (Standardabweichung des Gewinns/Ertrags oder dem Eigenkapitalbedarf (Value at Risk)) abgebildet, aus dem man den Kapitalkostensatz k berechnen kann.
{\displaystyle k={\frac {1+r_{f}}{1-\lambda \cdot {\frac {\sigma _{G}}{EW_{G}}}d}}-1}
„d“ ist dabei der Risikodiversifikationsfaktor, also der Anteil der Risiken, den das Bewertungssubjekt zu tragen hat. Zum Schluss ist der Unternehmenswert wie folgt zu berechnen:
{\displaystyle UW={\frac {EW_{G}\cdot (1-p)}{k+p}}}
Durch diese Art der Unternehmenswert-Ermittlung entsteht so Transparenz über den Abweichungsumfang, Scheingenauigkeiten werden vermieden und ein Rückblick auf historische Aktienkursschwankungen wird unnötig.